# Скользящая средняя (фильтр)

Блок-схема простого КИХ-фильтра второго порядка, реализующего скользящее среднее

Скользя́щая сре́дняя, скользя́щее сре́днее — разновидность цифрового фильтра с конечной импульсной характеристикой (КИХ) либо фильтра с бесконечной импульсной характеристикой (БИХ) (в случае экспоненциальной скользящей средней), используется для обработки сигналов и изображений, в системах автоматического управления и для других прикладных целей.

## Динамические характеристики
Разностное уравнение, которое характеризует фильтр скользящего среднего, является уравнением КИХ-фильтра.
Пусть {\displaystyle x_{n}} — входной сигнал фильтра, {\displaystyle y_{n}} — выходной сигнал, {\displaystyle P} — порядок фильтра, {\displaystyle b_{i}} — весовые коэффициенты отсчётов. Тогда разностное уравнение будет иметь вид:
{\displaystyle y_{n}=\sum _{i=0}^{P}b_{i}x_{n-i}.}
Отличительной особенностью фильтра скользящего среднего является равенство единице суммы коэффициентов {\displaystyle b_{i}}:
{\displaystyle \sum _{i=0}^{P}b_{i}=1.}
Последнее выражение нормировки коэффициентов отличает скользящее среднее от других КИХ-фильтров. В частности, для простого скользящего среднего весовые коэффициенты отсчётов имеют следующий вид:
{\displaystyle b_{i}={\frac {1}{P+1}}} для {\displaystyle i=0,1,\dots ,P}

## Импульсная характеристика и z-преобразование
Для того, чтобы найти импульсную переходную функцию фильтра скользящего среднего дискретные отсчёты заменяются дельта-функцией {\displaystyle \delta (n)}:
{\displaystyle x_{n}=\delta (n).}
Тогда импульсная характеристика такого фильтра может быть записана как:
{\displaystyle h(n)=\sum _{i=0}^{P}b_{i}\delta (n-i).}
Z-преобразование импульсной характеристики даёт передаточную функцию:
{\displaystyle H(z)=\sum _{i=0}^{P}b_{i}z^{-i}.}